# Francisco Elesbão
Francisco Elesbão da Silva (Salvador, 9 de março de 1922 – 13 de setembro de 2001) foi um médico e político brasileiro.
Filho de Elesbão da Silva e de Rosentina Máximo de Sousa. Casou com Manuelina de Jesus Lima da Silva.
Eleito deputado federal suplente nas eleições de outubro 1962 pelo Território Federal do Rio Branco, atual Estado de Roraima, assumiu o mandato em julho de 1965. Em conseqüência da extinção dos partidos políticos pelo Ato Institucional nº 2 e da posterior instauração do bipartidarismo, filiou-se à Aliança Renovadora Nacional (Arena). Candidatou-se à reeleição pela Arena nas eleições de outubro de 1966, sem ser eleito.